# Profylax
Profylax (från grekiskans pro- och phýlaxis, att vakta eller skydda, i svensk skrift sedan 1832) är substantivformen av det mer vanligt förekommande profylaktisk, är i medicinskt språkbruk en mängd olika typer av förebyggande åtgärder mot tillstånd som kräver medicinsk vård.
Tandborstning och fluortandkräm är profylax mot karies, medan tandtråd och borttagande av tandsten används profylaktiskt mot tandlossning. Användning av skydd för att förhindra skelettskador och friskvård är även de profylaktiska.
Profylax används ofta i förlossningssammanhang som en kortform av psykoprofylax, med fokus på att förbereda modern och följeslagare på förlossningsprocessen genom till exempel andningstekniker och coachning.
Termen används också när man i förebyggande syfte ger andra läkemedel som antibiotika före operation för att minska risken för komplikationer eller förskrivning av rörelsesjuketabletter inför en bil- eller båtresa. Inom smittskydd förekommer profylax i form av vaccination och insättande av profylaktiska läkemedel som Lariam/Malarone (ökar motståndskraften mot malaria), samt inte minst olika hygienåtgärder.